# Karl Holl
Karl Holl, född 15 maj 1866 i Tübingen, död 23 maj 1926 i Berlin, tysk teolog, professor i kyrkohistoria i Berlin 1906. Han var Adolf von Harnacks efterträdare. 
Holls första vetenskapliga storverk var Die Sacra parallella des Johannes Damscenus (1896). Detta följdes av omfattande undersökningar över den gamla kyrkan, vilka ledde till studier i ryskt fromhetsliv (arbeten om Tolstoj m.m.). I Urchristentum und Religionsgeschichte (1925) har Holl samlat resultaten av årslånga forskningar, vittnande om hans förmåga att i kunskapsstoffets mångfald finna de viktigaste motiven. Holls forskning är betydande både i idéhistoriskt och filologiskt avseende. Hans filologisk-historiska mästerskap framträder i Enthusiasmus und Bussgewalt beim griechischen Mönchtum (1898), Amphilochius von Ikonion (1904) m.fl. Mest bekant är han för sina artiklar om Luther, vilka räknas som ett av de viktigaste bidragen till Luthersforskningens renässans kring 1917. Han tillhörde den nationalkonservativa skolan och lyfte fram Luther som symbolen för den irrationellt obändiga, urtyska anden. 
Rudolf Bultmann kritiserar Holls Urkristendom och religionshistoria, ifrågasätter Holls tes att urkristendomen företräder en ny gudsföreställning. Bultmann hävdar att det istället rör sig om en kontinuitet mellan Gamla och Nya Testamentet. 
Holl har påverkat svenska teologer som Anders Nygren och Gustaf Aulén.